# Kanton Talant
Talant is een kanton van het Franse departement Côte-d'Or. Het kanton werd op 22 maart 2015 gevormd, bij de herindeling van de kantons door het decreet van 18 februari 2014..
Kanton Talant omvat de volgende gemeenten, waaronder alle 28 gemeenten van het opgeheven kanton Sombernon: 
1. Talant
2. Agey
3. Ancey
4. Arcey
5. Aubigny-lès-Sombernon
6. Barbirey-sur-Ouche
7. Baulme-la-Roche
8. Blaisy-Bas
9. Blaisy-Haut
10. Bussy-la-Pesle
11. Drée
12. Échannay
13. Fleurey-sur-Ouche
14. Gergueil
15. Gissey-sur-Ouche
16. Grenant-lès-Sombernon
17. Grosbois-en-Montagne
18. Lantenay
19. Mâlain
20. Mesmont
21. Montoillot
22. Pasques
23. Plombières-lès-Dijon
24. Prâlon
25. Remilly-en-Montagne
26. Saint-Anthot
27. Sainte-Marie-sur-Ouche
28. Saint-Jean-de-Bœuf
29. Saint-Victor-sur-Ouche
30. Savigny-sous-Mâlain
31. Sombernon
32. Velars-sur-Ouche
33. Verrey-sous-Drée
34. Vieilmoulin